# Rắn sọc gờ
Elaphe carinata là một loài rắn trong họ Rắn nước. Còn được gọi là nữ thần hôi thối, và không có nọc độc. Loài này được Günther mô tả khoa học đầu tiên năm 1864.

## Hình ảnh

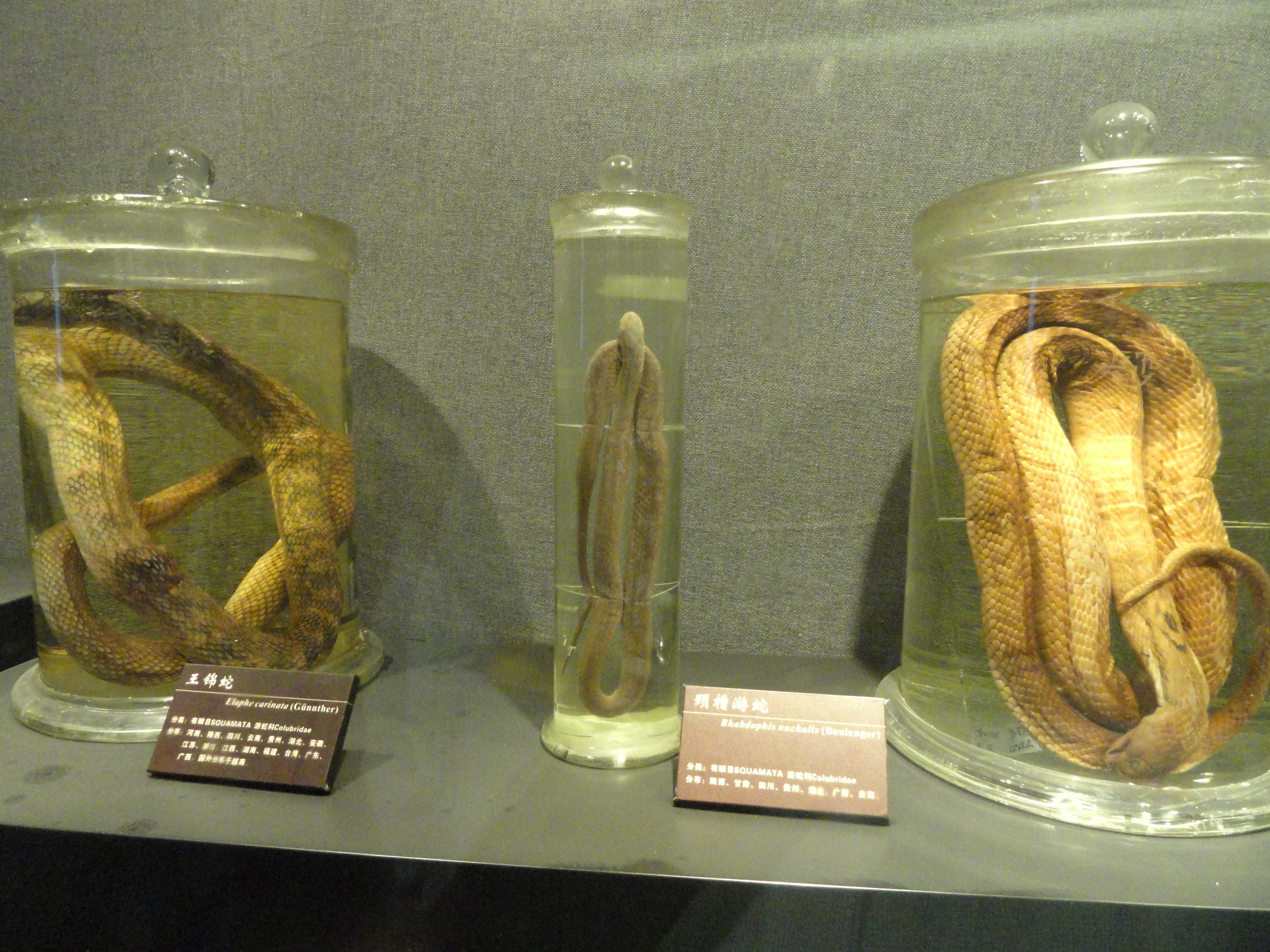